# Val d'Enza
La Val d'Enza è una valle italiana formata dal torrente Enza che nasce ai piedi del Monte Palerà in provincia di Massa e Carrara e poi entra in Emilia-Romagna marcando il confine tra le province di Parma e Reggio Emilia. A 93 km dalla sorgente sfocia nel Po, nei pressi di Brescello. Il termine è riferito usualmente a tutta la vallata ma in particolare il primo tratto Appenninico della vallata per le sue caratteristiche peculiari storiche, geologiche e fisico naturalistiche differenti dal restante tratto del fiume e della vallata, viene solitamente distinto con la denominazione di Alta Val d'Enza.

## Geografia
La Valdenza è composta da un tratto Montano (Alta Valdenza) ed un tratto in pianura, tronconi molto diversi tra loro sotto molti punti di vista.
La vallata è stata scelta in epoca recente per tracciare il confine tra le province di Parma e Reggio Emilia e per questo motivo i due versanti, omogenei per arte, cultura, tradizione, dialetto e storia, sono divisi tra le due province e perciò usufruiscono di una gestione amministrativa diversa pur mantenendo nelle comunità montane il punto di riferimento locale per quanto riguarda il tratto appenninico.

## Laghi
Il Lago Paduli è un lago artificiale situato nel Parco nazionale dell'Appennino Tosco-Emiliano nell'Alta val d'Enza nel comune toscano di Comano. È costituito da un bacino costruito a sbarramento del torrente Enza.

## Territorio
I comuni che la compongono sono, a partire dal passo del Lagastrello, Comano in provincia di Massa e Carrara, Ramiseto, Vetto, Canossa, San Polo d'Enza, Montecchio Emilia, Sant'Ilario d'Enza, Gattatico e Brescello in provincia di Reggio nell'Emilia, Monchio delle Corti, Palanzano, Neviano degli Arduini, Traversetolo, Montechiarugolo, Parma,Sorbolo Mezzani in provincia di Parma.

## Comunità montane
Il suo territorio è compreso nella Comunità montana Lunigiana, con sede a Fivizzano, in provincia di Massa e Carrara, nella Comunità montana Appennino Parma Est, con sede a Langhirano, e nella Comunità montana dell'Appennino Reggiano, con sede a Castelnovo ne' Monti.

## Borghi
Alcuni dei maggiori borghi si trovano nel tratto inferiore, mentre nel superiore la zona resta a bassissima densità umana dove i borghi sono piccoli e rarefatti.

## Castelli
Di rilievo storico ed architettonico sono i numerosi castelli risalenti almeno all'anno 1000 appartenuti a Matilde ed ai Canossiani.
- Castello di Canossa
- Castello di Rossena
- Castello di Montecchio Emilia
- Rocca di Montechiarugolo

## Casetorri
Altro genere di rocca tipica della Val d'Enza è la casatorre, un piccolo forte costruito in pietra di fiume, robusto, fornito di cortile, acqua da un pozzo e che poteva ospitare uomini, mezzi e bestiame; queste costruzioni costituite da muri molto spessi con piccole finestre protette da inferriate e torri, che svettano sui maggiori rilievi lungo il crinale della vallata, contraddistinguono ancor oggi il panorama dei piccoli borghi nati e cresciuti attorno a queste rocche, spesso fondate originariamente da vassalli Matildici attorno all'anno 1000 e successivamente riadattate per tutto il medioevo.